# Aviem Sella
Pour les articles homonymes, voir Sella.
Aviem Sella, en hébreu : אביאם סלע, né Slibiosiky le 7 janvier 1946, à Haïfa, est un colonel de la Force aérienne et spatiale israélienne.
Il étudie à la Hebrew Reali School, et fait son service militaire à la Armée de défense d'Israël en 1963, et rejoint la Force aérienne et spatiale israélienne comme pilote de chasse. En 1967, il combat pendant la guerre des Six Jours avec l'escadre 109 et devient l'un des premiers pilotes de jets F-4 Phantom avant de cofonder l'escadre 69. Il combat durant la Guerre d'usure de 1967 à 1970, participant à l'opération Priha (janvier-avril 1970) et l'opération Rimon 20 (juillet 1970). La guerre du Kippour en 1973 l'oblige à revenir des États-Unis où il étudie, pour rejoindre l'escadre 69. De 1976 à 1979, il dirige l'escadre 201 et de 1980 à 1983, devient le directeur des opérations de la Force aérienne et spatiale israélienne. Il commande l'opération Opéra, l'attaque contre le réacteur nucléaire Osirak en 1981, et commande l'opération Mole Cricket 19 pendant la guerre du Liban.
Il retourne aux États-Unis où il obtient un MA d'informatique à l'université de New York. Alors en doctorat, il recrute Jonathan Pollard pour espionner pour Israël, avant d'être arrêté en 1987,. Il devient général de brigade et commande la Base aérienne de Tel Nof.